# 傑克·埃爾澤
老约翰·凯文· “杰克”·埃尔泽（英語：John Kevin " Jake " Ellzey Sr.，1970年1月24日—）是一位美国政治人物和前军官，現為德克萨斯州第六国会选区聯邦眾議員，共和黨籍，前任德克萨斯州众议院議員，曾在美国海军担任战斗机飞行员、阿富汗和伊拉克服役。

## 外部連結
- Campaign website
- Official House website
- 美國國會國家人物傳記大辭典中的傳記
- 由華盛頓郵報維護的投票記錄
- 智慧投票计划中的傳記、投票紀錄及利益集團評級
- 聯邦選舉委員會中的競選財務報告和數據
- C-SPAN內的頁面（英文）